# فلور يانسن
فلور يانسن هي مغنية هولندية ولدت في 21 فبراير 1981.هي المغنية الرئيسية في فرقة نايتويش.

## روابط خارجية
فلور يانسن على موقع IMDb (الإنجليزية)
- فلور يانسن على موقع ميوزك برينز (الإنجليزية)
- فلور يانسن على موقع أول ميوزيك (الإنجليزية)
- فلور يانسن على موقع ديسكوغز (الإنجليزية)
- فلور يانسن على موقع قاعدة بيانات الفيلم (الإنجليزية)